# ビー・マイ・ベイビー (ザ・ロネッツの曲)
「ビー・マイ・ベイビー」（Be My Baby）は、ザ・ロネッツが1963年8月に発表した楽曲。同年10月に全米2位を記録。プロデューサーのフィル・スペクターによるウォール・オブ・サウンドの傑作として高い評価を受け、後の音楽シーンに多大な影響を与えた。ロネッツ盤の邦題は『あたしのベビー』。作詞・作曲はジェフ・バリー、エリー・グリニッチ、フィル・スペクター。編曲はジャック・ニッチェ。
「ローリング・ストーンの選ぶオールタイム・グレイテスト・ソング500」（2021年版）において22位にランクされている。

## 備考
1999年、グラミーの殿堂入りを果たした。
2017年、ビルボード選定「偉大な歴代ガールズグループソング100」において1位を獲得する。

## カバー
- ジョニー・ディアフィールド『青い慕情』1963年10月
- 弘田三枝子 『私のベイビー』1963年12月
- 伊東ゆかり 『あたしのベビー』1964年1月
- エリー・グレニッチ 1973年 アルバム『Let It Be Written, Let It Be Sung』収録
- ヤング101 1973年 『ステージ101』のアルバム『ロッカ・バラード・スペシャル』収録
- ベイ・シティ・ローラーズ 1974年 『エジンバラの騎士』収録
- 郷ひろみ　1975年　夏のコンサートにて日本語詞カバー　未収録
- 林寛子 1976年 アルバム『HIROKO』収録
- 黒沢浩 - 1977年 アルバム『JACK & BETTY』収録
- マイク・ラヴ 1981年 アルバム『Looking Back with Love』収録
- 萩原健一 1985年 ライブアルバム『ANDREE MARLRAU LIVE』収録
- KUWATA BAND 1986年 アルバム『ROCK CONCERT』収録[5]
- 鄭瑞芬 1989年9月《Be My Baby》
- 田中美奈子 1989年11月
- Mi-Ke 1993年 アルバム『甦る60's 涙のバケーション』収録
- 浜田省吾 1996年 『青空の扉 〜THE DOOR FOR THE BLUE SKY〜』収録
- リンダ・ロンシュタット 1996年 『愛の贈りもの』収録
- ジョン・レノン 1998年 『ジョン・レノン・アンソロジー』収録 ※1975年のアルバム『ロックン・ロール』制作の際に録音されたが未収録となった。
- まちだガールズクワイア「MGC Classics vol.2」に収録（日本語詞をつけてのカバー）

## 本曲の影響を受けた作品
- ビーチ・ボーイズ『ドント・ウォリー・ベイビー（英語版）』1964年[6]
- ビリー・ジョエル『さよならハリウッド』1976年[7]